# Cala di Roccapina
La Cala di Roccapina est une petite baie située à 22 kilomètres de Sartène, en Corse-du-Sud.
Elle est caractérisée par une plage de sable blanc et une mer turquoise et est entourée d'une série de rochers en granit rose sculptée par l'érosion dont un ressemble à un gigantesque lion couché.
Très fréquentée en été, la cala est accessible depuis la route via un chemin de terre  d'environ 2,5 km.